# Жижковская телебашня
Жижковская телевизионная башня (чеш. Žižkovský vysílač) — телевизионная и радиовещательная башня в Праге, в районе Жижков.
Башня была построена в 1985—1992 годах. Высота — 216 метров, является самым высоким сооружением в Чешской Республике.
Башня находила международные отзывы и как достопримечательность, и как самое уродливое строение. Критике подвергалось расположение (уничтожение части еврейского кладбища(чеш.), электромагнитный фон, нарушение панорамы Праги).
Башня состоит из трёх бетонных столбов, связанных поперечными площадками, на которых располагается телерадиовещательное оборудование, ресторан, кафе и три обзорных помещения. По виду башня напоминает ракету на пусковой площадке. Также интересным украшением являются фигуры ползущих детей (композиция «Младенцы» Давида Черного, 2000 год).
На лифте можно подняться в ресторан (высота 66 м) и на обзорную площадку, располагающуюся на высоте 93 м, откуда открывается неповторимый вид на 100 км. С 10 января 2010 года ресторан был закрыт на реконструкцию, осенью 2012 года вновь открыт. Скорость движения лифтов составляет 4 м/сек. Вес башни — 11 800 т.
Башня также используется как метеорологическая лаборатория.
Телебашня входит во Всемирную федерацию высотных башен.